# بوفالو لیک (ویرجینیای غربی)
بوفالو لیک (به انگلیسی: Buffalo Lick) یک منطقهٔ مسکونی در ایالات متحده آمریکا است که در شهرستان روان، ویرجینیای غربی واقع شده‌است. بوفالو لیک ۲۶۰٫۹۱ متر بالاتر از سطح دریا واقع شده‌است.